# Vertumnalia
I Vertumnalia erano la festa dedicata nell'antica Roma al dio Vertumno (latino: Vertumnus o Vortumnus).

## Celebrazione
Venivano celebrati il 13 agosto a Roma come riportato da molti  fasti. La supposta celebrazione nel mese di ottobre riportata dalla filologia più antica e talvolta ripresa anche da autori recenti, è superata in quanto basata sull'erronea lettura di un passo di Varrone reatino. È probabile che la celebrazione avvenisse in quello stesso tempio ( Aedes Vertumni) nel quale secondo Festo il console M. Fulvio Flacco si fece ritrarre in abbigliamento trionfale (toga picta) all'epoca del suo Trionfo sugli abitanti di Volsinii, nel 264 a.C.

## Interpretazioni
Vertumno è considerato come un dio di origine etrusca (Voltumna) dai romani di età più tarda e quindi è verosimile, anche se non direttamente documentato, che all'epoca della conquista romana di Volsinii il dio patrono di quella città fosse stato accolto tra le divinità romane attraverso un rito di evocatio compiuto durante l'assedio dal console Flacco che poi ne avrebbe dedicato il tempio a Roma all'epoca del suo trionfo.
Tuttavia, tenendo conto del problema linguistico sull'origine del nome Vertumnus (etrusca secondo Schulze, ma protolatina secondo il Devoto), del fatto che Varrone indica anche un'origine sabina del dio, attribuendone a Tito Tazio l'introduzione a Roma e del fatto che Properzio parla di una statua di legno di Vertumno risalente a prima di Numa Pompilio, è anche possibile che l'origine del dio sia latina o sabina ed assai più antica del tempio ad esso dedicato nel 264 a.C.
In particolare è possibile che la famosa statua di Vertumno che sorgeva da tempi antichissimi nel Vicus Tuscus tenesse sotto la propria protezione sin dai tempi remoti dei re etruschi un tratto della Cloaca Maxima che aveva andamento a V allo scopo di rompere eventuali onde di piena del Tevere, o che addirittura questa soluzione di ingegneria idraulica fosse stata messa in opera proprio in quel punto a causa di una preesistente e ancor più antica statua del dio eretta in occasione di una precedente inondazione arrestatasi in quel punto. Risulterebbe allora ben comprensibile perché Ovidio sottolinei che la statua di Vertumno sorge in quello che anticamente era un pantano e faccia propria l'etimologia popolare del suo nome da a verso amne (inversione del flusso del fiume). È quindi piuttosto probabile che su un originario e antichissimo dio latino o sabino si sia innestata la più recente divinità etrusca importata a Roma all'epoca di Flacco, divinità che più verosimilmente era lo stesso Voltumna che non un "Vertumno etrusco", della cui esistenza non esistono tracce significative.